# ナショナルトラスト運動
ナショナルトラスト運動（ナショナルトラストうんどう）は、貴重な自然環境をとどめている土地や優れた文化財を、地域の人住民らが募金を集めて買い取ったり、寄贈したりして保護・管理していく運動のこと。産業革命期の19世紀末に英国で発祥した。日本では全国各地で50以上の団体が活動している。

## 概要
イギリスのボランティア団体「ナショナル・トラスト」によって行われた活動を原型として、世界各地に広がった。保護させるべき地域を設定して買い上げ、次世代に伝えていくために管理・保全していく活動である。
ナショナル・トラスト自体、元々は歴史的建造物（文化財や歴史地区）の保護を目的としたもので、後に自然の景勝も保全する活動に拡大された。日本では大佛次郎により「自然保護活動」と紹介されたことに絡み、市民有志による土地の買い上げ（土地の所有権は各個人にあるものや、市民団体が保有するものなど様々）や自治体に買い取らせることにより、環境保護を行うものと解されている。
- 地域の生態系を維持し、保全ないし修復をする。
- 必要に応じて保全し、市民全般が憩えるように公園などの観光開発事業も含む場合がある。
- 保全された環境を二次的な商品として利用し、そこから得られる産品で収益事業を行う場合がある。
  - 材木の生産では適度に木を間引くことで山林の形態を維持し、間伐材を木材として販売する。
  - 観光資源として商品化しブランド名を確立、間伐材で作った家具や木炭などの関連商品を販売する。

原型となった活動を踏襲して、観光開発と維持を含める場合もあるが、日本では単に「土地を買い上げて保全する事」と解される場合もある。この場合は管理や保全の資金を、募金とその資金運用によって賄うこともある。場合によっては、土地の所有者自身がボランティアで保全活動をしている場合もある。

### 元々の活動
元々は、19世紀中頃より社会全体が豊かになる中で、急速にその経済力が衰えていったイギリスの貴族やジェントリなどの社会階層が所有する歴史的建物や土地などが、経済的な理由にも絡んで荒れ果てるケースも発生したため、これを保全する意味で始められた。これらでは保全の資金を観光の入場料などに求めて収益事業とし、これによって最良の状態で観光客を受け入れることで、地域社会の観光開発にも寄与した。
このような観光開発は、維持に掛かるコストも増大させるが、それ以上に「永く伝えていく」ためには、経済的に収入が無いと維持できないという思想である。事業化することにより収支のバランスを維持し、後世に伝えることができると考えられている。
後に運動が軌道に乗るとさらに拡大、著名人から寄付された土地も管理し、次の世代に伝えるための管理・運営を行うようになった。詳しくはナショナル・トラストの項を参照。

## 日本における展開
1964年に、神奈川県鎌倉市の御谷地区を乱開発から守るべく、住民らが募金活動を行い、開発対象となっていた土地を購入した。これがナショナル・トラストの概念を取り入れた最初の例とされている。この時の運動に関わった、作家の大佛次郎による随筆「破壊される自然」が朝日新聞に掲載されたことで、ナショナル・トラストという名前・発想・活動が広く知られるようになり、1968年12月に英国のナショナル・トラストを範として、運輸省（現国交省）の主管のもと観光資源保護財団（現・財団法人日本ナショナルトラスト）が設立された。
翌1969年4月には、大佛次郎らで構成された選考会により、同財団の愛称名として「日本ナショナルトラスト」の名称が用いられることとなった。なお、財団法人日本ナショナルトラストの保護資産第1号は、茨城県の天心遺跡記念公園（旧日本美術院五浦研究所）である。
しかしながら、1970年代前半頃までのナショナルトラスト運動は、対象の周辺住民の間での限定的なものであることが多く、各運動間の連携も十分ではなかった。1970年代中頃から後半にかけ、北海道知床半島での「知床100平方メートル運動」や和歌山県天神崎での「市民地主運動」を契機に、各地の運動と連携し、より広く大きな運動とする動きが見られるようになっていった。
これらの運動を中心に、1983年にナショナルトラスト運動を全国的に連絡・協力する組織として「ナショナル・トラストを進める全国の会」が結成され、第1回全国大会を天神崎のある田辺市で開催した。なお、財団法人天神崎の自然を大切にする会は、1987年に日本初の自然環境保全法人に認定されており、「ナショナル・トラストを進める全国の会」の第一回全国大会開催地という点も含め、日本におけるナショナルトラスト運動の本格的な起源を天神崎とする見解も多い。
1992年には任意団体だった「ナショナル・トラストを進める全国の会」の設立趣旨・事業活動などを継承し、環境庁（現・環境省）の主管のもと社団法人日本ナショナル・トラスト協会が設立された。
現在、知床半島（北海道斜里郡斜里町）、釧路湿原（北海道釧路市）、グリーントラストうつのみや：鶴田沼・戸祭山など（栃木県宇都宮市）、さいたま緑のトラスト協会：見沼など（埼玉県さいたま市）、トトロの森：狭山丘陵（埼玉県所沢市）（東京都）柿田川（静岡県駿東郡清水町）、天神崎（和歌山県田辺市）など全国各地で48団体が活動している。市民の寄付などで保全した管理地は37都道府県の約1万5700ヘクタールにおよぶ（日本ナショナル・トラスト協会による2018年時点集計）。
ただし、土地が保護団体の所有となっても環境の回復までは手が回らなかったり、資金の一部を不動産取得税や固定資産税の納付に充てざるを得なかったりするといった課題が指摘されている。